# Marmaduke Gwynne
Marmaduke Gwynne (* 1691, Llanafan Fawr, Breconshire; † 1769) war ein Abkömmling der Familie Gwynne von Glanbrân bei Llandovery und ein früher und einflussreicher Methodist. Er heiratete eine reiche Frau und stellte Theophilus Evans an als anglikanischen „Private Chaplain“. Er wurde durch Howell Harris zum Methodismus bekehrt. Später unterstützte er die methodistische Bewegung finanziell und als Rechtsberater. Seine Tochter Sarah heiratete Charles Wesley.

## Name
Marmaduke ist ein irisch-walisischer Name mit der Bedeutung: „Nachfolger des Hl. Maedoc“. Gwynne hat die Bedeutung: Weiß, schön, gesegnet.

## Leben

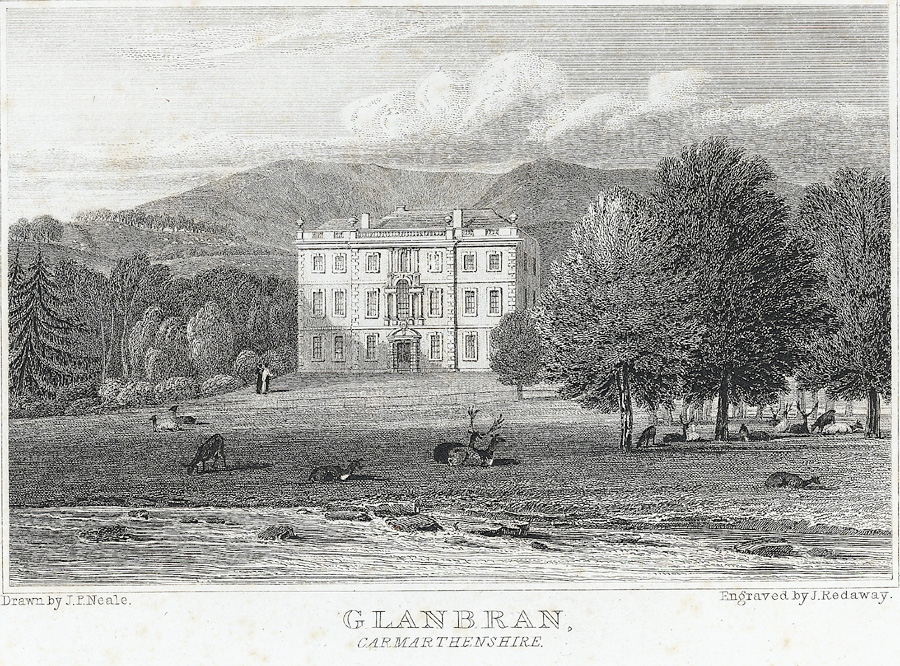
Glanbran, Carmarthenshire. Das Haus wurde von Marmadukes Bruder Roderick Gwynne erbaut.

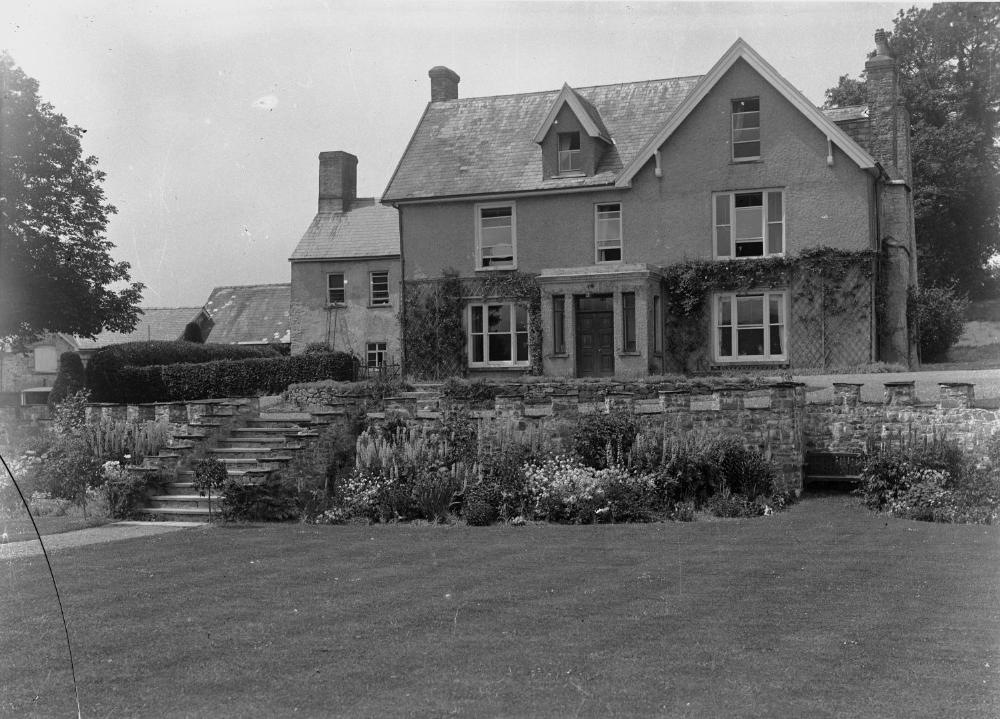
Garth House. Gwynnes Heim, wo Charles Wesley um die Hand von Sarah (Sally) Gwynne anhielt.

Gwynne wurde in Llanafan Fawr in Breconshire geboren. Mutter (Mary) und Vater (Howell) trugen beide den Familiennamen Gwynne, ohne jedoch verwandt zu sein. Er wurde am 1. Januar 1692 getauft. Er war der älteste von sieben Kindern und er erhielt den Namen seines Großvaters mütterlicherseits, der ein Vermögen in öffentlichen Ämtern erworben hatte. Der Großvater hatte seine Stelle als Richter in Anglesey verloren, aufgrund von Anschuldigungen, nicht nur korrupt, sondern auch ein Jakobit zu sein.
Gwynne erhielt seine Ausbildung am Jesus College, Oxford, bevor er 1711 in Gray’s Inn aufgenommen wurde. Es scheint, dass er sein Interesse an Jurisprudenz von seinem Großvater erbte und sein Interesse an Religion von seinem Vater und von Sackville Gwynne, dem Squire in Glanbrân bei Llandovery.
Als Gwynne die eigene Kanzlei aufgebaut hatte, kehrte er aus London zurück um eine größere Erbschaft von seinem Großvater in Garth und Llanelwedd anzutreten. (Sein Vater war bereits 1708 verstorben.) Als Gwynne Sarah Evans aus Peterwell bei Lampeter heiratete, war dies eine Verbindung von zwei großen Vermögen, da Evans eine Mitgift von £30.000 und ihr eigenes Einkommen von £600 jährlich mit in die Ehe brachte. 1718 wurde Gwynne High Sheriff of Radnorshire. 1726 wurde Sarah, Gwynnes fünftes Kind (von neun) geboren.
Gwynne wurde ein guter Freund von Theophilus Evans und ab 1727 stellte er Evans als Private Chaplain an seiner Residenz in Garth an.

### Bekehrung
Es wird erzählt, das Gwynne zum Methodismus bekehrt wurde, als er in der Rolle eines Investigating Magistrate eine Versammlung von Howell Harris besuchte. Er hatte ein Exemplar des Riot Act bei sich, um die Versammlung aufzulösen, falls sie die öffentliche Ordnung störte, aber zunächst hörte er sich eine der Predigten an, um objektiv zu urteilen. Er konvertierte sofort und lud Harris noch am selben Abend zum Essen zu sich nach Hause ein. Als er zu Hause ankam, weigerte sich seine Frau, mit dem Fremden zu essen, die elfjährige Sally (Sarah) dagegen war beeindruckt und Theophilus Evans völlig unbeeindruckt und verließ seinen bisherigen Wohltäter innert zwei Jahren. Ab 1737 war Gwynne ein regelmäßiger Unterstützer von Harris.
1738 bot Gwynne Harris die Nutzung wertvoller Bücher in Walisisch an und als einer der ersten Adligen Waliser unterstützte er offen die religiöse Revolution. In dieser Zeit unterstützte ihn nur seine Tochter in religiöser Beziehung.

### Unterstützer der Prediger
Harris wurde im Januar 1741 inhaftiert, als Anschuldigungen laut wurden, er und seine Anhänger hätten eine Feier (einen Gottesdienst) mit Gewalt gestört und einer von Harris’ Männern hätte einen Friedensrichter (Justice of the Peace) angegriffen. Als der Fall vor Gericht gebracht wurde, lehnte Harris einen Anwalt ab und Gwynne sprang daher für ihn ein. Als Harris das Gericht verließ, wurde er jedoch von einem Mob angegriffen, die ihn ermorden wollten. Gwynne und sein Bruder, Roderick Gwynne von Glanbrân, konnten den Lynchmord verhindern. Gwynne konnte durch seine Fähigkeiten und seinen Einfluss eine Gefängnisstrafe abwenden, Harris musste jedoch eine Geldstrafe für „behaving in a riotous manner“ zahlen.
Gwynne verbrachte mehr und mehr Zeit mit religiösen Dingen und stand in Korrespondenz mit Harris. Obwohl seine Frau dagegen war, öffnete er sein Haus für durchziehende Prediger, unter anderen Reverend Edward Godwin, George Whitefield, Reverend Benjamin Dutton und dessen Frau Ann Dutton. Ann war eine der einflussreichsten Baptistischen Schriftstellerinnen ihrer Zeit. Zu den Gästen gehörten auch John und Charles Wesley. Die Familie hielt zwanzig Hausangestellte, die sich um die Gäste kümmerten, mit oft zehn und mehr Gästen.
Gwynne nahm als einziger Nicht-Prediger 1745 an der Methodist Conference in Bristol teil. Am 8. April 1749 heiratete seine Tochter Sarah Charles Wesley in der Llanllywenfel Parish Church bei Garth, Powys. Sarah hatte Charles zwei Jahre früher getroffen und es heißt, es sei „Liebe auf den ersten Blick“ und eine seltene glückliche Ehe in der Wesley-Familie gewesen. Sarahs Mutter habe ein sechstel ihres Vermögens und ihres Einkommens jährlich in die Ehe gegeben, wohingegen Charles von seinem Bruder John Wesley eine Garantie über ein mögliches Einkommen von £100 jährlich aus Bücherverkäufen erbringen musste, um Sarahs Familie zu überzeugen.

### Lebensende
Gwynnes Enthusiasmus für die Wesleys ließ die Beziehung zu Harris merklich abkühlen. Gwynne zog sich später sogar aus der öffentlichen Unterstützung für den Methodismus zurück, blieb aber im guten Einvernehmen mit den Wesleys und mit Howell Harris. Gwynne lebte noch einige Jahre nach 1745 in Ludlow, kehrte dann aber nach Breconshire zurück. Er starb 1769 und wurde bei der Llanlleonfel Parish Church bei dem Anwesen von Garth bestattet.

## Familie
Gwynne hatte sechs Töchter und die drei Söhne Howell, Roderick und Marmaduke. Die Nachfahren seines zweiten Sohnes Marmaduke († 1782) erbten das Familienvermögen und lebten in Llanelwedd Hall bis zum Anfang des 20. Jahrhunderts.